# Parco dei Nebrodi
Il parco dei Nebrodi è un'area naturale protetta istituita il 4 agosto 1993.
Con i suoi quasi 86000 ettari di superficie, è la più grande area naturale protetta della Sicilia.

## Territorio

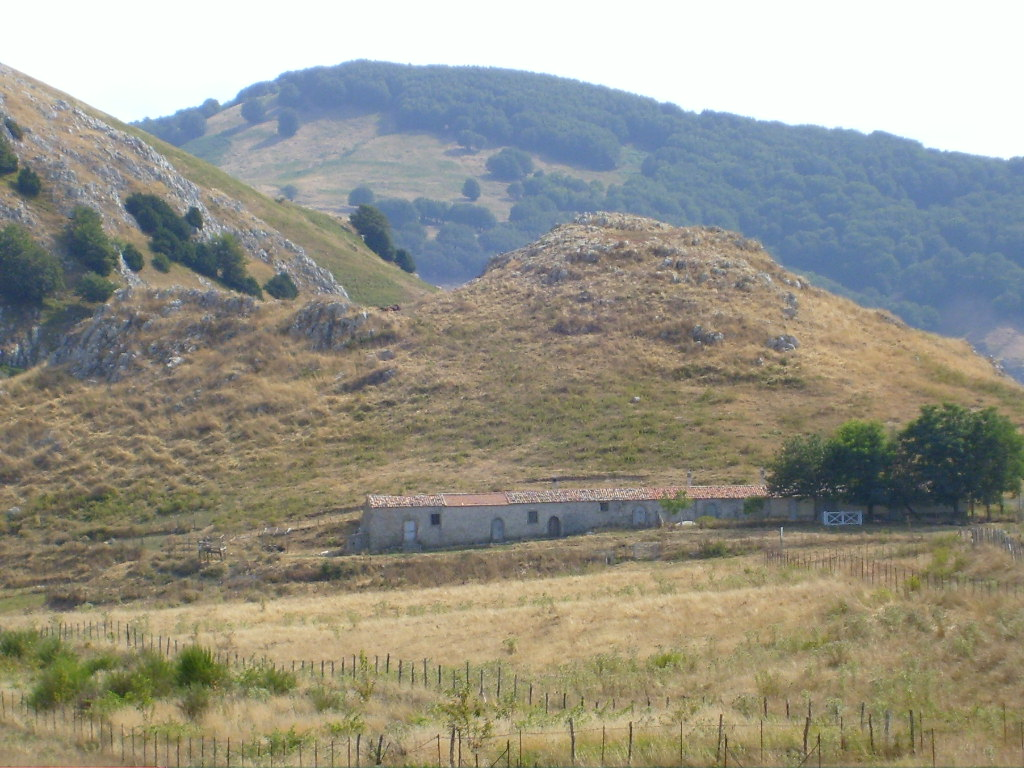
Tipico paesaggio nebrodense

I Nebrodi, insieme alle Madonie ad ovest e ai Peloritani ad est, costituiscono l'Appennino siculo. Essi s'affacciano, a nord, direttamente sul Mar Tirreno, mentre il loro limite meridionale è segnato dall'Etna, in particolare dal fiume Alcantara e dall'alto corso del Simeto.

Notevole è la escursione altimetrica, che da poche decine di metri sul livello del mare raggiunge la quota massima di 1847 metri di Monte Soro. Altri rilievi da segnalare sono la Serra del Re (1754 metri), Pizzo Fau (1686 metri), Serra Pignataro (1661 metri), Monte Castelli (1566 metri) e il Monte Sambughetti (1558 metri).

Gli elementi principali che più fortemente caratterizzano il paesaggio naturale dei Nebrodi sono l'asimmetria dei versanti, la diversità di modellazione dei rilievi, l'alternanza di zone aspre e brulle con altre con ricca vegetazione e con ambienti umidi in altura.

Connotazione essenziale dell'andamento orografico è la dolcezza dei rilievi, dovuta alla presenza di estesi banchi di rocce argillose ed arenarie: le cime, che raggiungono con Monte Soro la quota massima di 1847 m s.l.m., hanno fianchi arrotondati e s'aprono in ampie vallate solcate da numerose fiumare che sfociano nel Mar Tirreno. Ove però predominano i calcari, il paesaggio assume aspetti dolomitici, con profili irregolari e forme aspre e fessurate. È questo il caso del Monte San Fratello e, soprattutto, delle Rocche del Crasto (1315 m s.l.m.).
I comuni ricadenti nell'area del parco sono 25: 
19 nella città metropolitana di Messina
- Acquedolci
- Alcara Li Fusi
- Capizzi
- Caronia
- Cesarò
- Floresta
- Galati Mamertino
- Longi
- Militello Rosmarino
- Mistretta
- Raccuja
- Sant'Agata di Militello
- Santa Domenica Vittoria
- San Fratello
- San Marco d'Alunzio
- Santo Stefano di Camastra
- San Teodoro
- Tortorici
- Ucria

3 nella città metropolitana di Catania
- Bronte
- Maniace
- Randazzo

2 nel libero consorzio comunale di Enna
- Cerami
- Troina

## Gestione
Il parco è gestito dall'"Ente Parco dei Nebrodi", ente di diritto pubblico sottoposto a controllo e vigilanza della Regione siciliana, i cui uffici di presidenza sono ubicati presso l'ottocentesco palazzo Gentile di Sant'Agata di Militello.

### Zone
Il parco è suddiviso in quattro zone nelle quali operano, a seconda dell'interesse naturalistico, particolari divieti e limitazioni, funzionali alla conservazione e, quindi, alla valorizzazione delle risorse che costituiscono il patrimonio dell'area protetta.
- La zona A (di riserva integrale), estesa per 24 546 ettari, comprende i sistemi boschivi alle quote più elevate, le uniche stazioni siciliane di tasso (Taxus baccata) ed alcuni affioramenti rocciosi. Oltre i 1200 metri sul livello del mare, sono localizzate varie faggete (circa 10 000 ettari), mentre a quote comprese fra gli 800 e i 1200 metri, sui versanti esposti a nord, e tra i 1000 e i 1400 metri, sui versanti meridionali, è dominante il cerro. Ampie aree per il pascolo s'aprono, inoltre fra faggete e cerrete. È importante evidenziare che il faggio trova nel parco l'estremo limite meridionale della sua area di diffusione. A quote meno elevate (600-800 metri sul livello del mare) si trova la sughera che, in particolare nel territorio di Caronia, forma associazioni di grande pregio ecologico. Sono, infine, comprese nella zona A le stazioni delle specie endemiche più importanti e le zone umide d'alta quota, nonché tratti d'interessanti corsi d'acqua.
- La zona B (di riserva generale), estesa per 46 879 ettari, include le rimanenti formazioni boschive ed ampie aree destinate al pascolo, localizzate ai margini dei boschi. Sono, inoltre, presenti limitate zone agricole ricadenti in aree caratterizzate da elevato pregio naturalistico e paesaggistico.
- La zona C (di protezione), estesa per 569 ettari, comprende nove aree, strategicamente distribuite sul territorio, in cui sono ammesse le attività rivolte al raggiungimento d'importanti finalità del parco quale, ad esempio, la realizzazione di strutture turistico-ricettive e culturali.
- La zona D (di controllo) è l'area di preparco estesa per 13 593 ettari. Essa costituisce la fascia esterna dell'area protetta consente il passaggio graduale nelle aree a più alta valenza naturalistica.

## Clima
I complessi boschivi incidono notevolmente sul clima del territorio nebrodense che si caratterizza per avere, diversamente dalla costa e dal resto della Sicilia, inverni relativamente lunghi e rigidi con temperature in rari casi inferiori a -10 °C, ed estati calde ma non afose.

Le temperature medie massime annuali delle zone interne, pur variando da un'area all'altra, generalmente si mantengono fra 8 e 12 °C nella media e alta montagna, mentre la piovosità, fortemente correlata all'altitudine e soprattutto all'esposizione dei versanti, varia da un minimo di 600 mm ad un massimo di 1400 mm. Fenomeni come la neve e la nebbia sono assai frequenti e fanno sì che si crei quel giusto grado d'umidità necessaria per l'esistenza di alcuni tipi di bosco. Il lento deflusso delle acque meteoriche verso valle, la condensazione e le piogge occulte favoriscono, infatti, la permanenza del faggio che, grazie alle sue foglie ovali provviste di peluria, è in grado di trattenere l'acqua di condensazione riuscendo a superare i lunghi periodi siccitosi.

## Flora

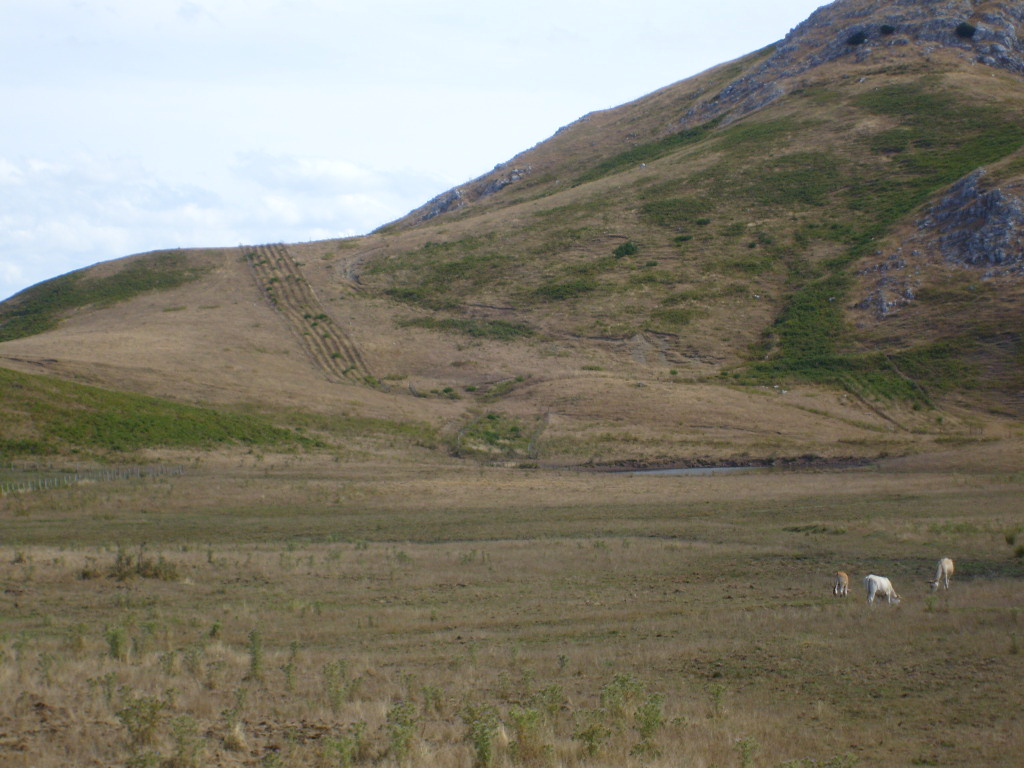
Paesaggio del parco.

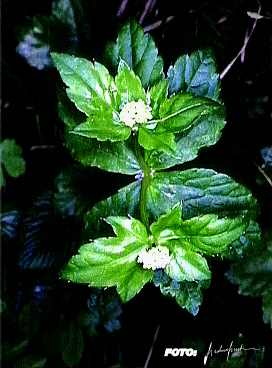
Raro esemplare di Petagnaea gussonei specie relitta del Parco dei Nebrodi

La vegetazione del parco dei Nebrodi è caratterizzata da differenti tipi di vegetazione sia in funzione della fascia di altezza sul livello del mare che da altri fattori fisici e ambientali.
Nella fascia litoranea e nelle colline retrostanti, fino ai 700-800 metri s.l.m. (la cosiddetta fascia termomediterranea), la vegetazione è rappresentata da boschi sempreverdi di sughera (Quercus suber) alternata a zone di macchia mediterranea che comprende specie quali l'Erica arborea, la ginestra spinosa (Calicotome spinosa), il corbezzolo (Arbutus unedo), il mirto (Myrtus communis), l'euforbia (Euphorbia dendroides), il lentisco (Pistacia lentiscus) ed il leccio (Quercus ilex).
La fascia vegetativa al di sopra, fino alla quota di 1000–1200 m s.l.m. (fascia mesomediterranea), è costituita da formazioni di boschi caducifogli in cui dominano le quercete di Quercus gussonei, specie affine al cerro ma da questo ben distinta morfologicamente, e, sul versante meridionale, da un particolare tipo di roverella, Quercus congesta. In alcune aree, come nel territorio di San Fratello si rinvengono inoltre lembi di lecceta mentre le aree non boschive sono occupate da arbusteti in cui si annoverano il prugnolo (Prunus spinosa), il biancospino (Crataegus monogyna), la Rosa canina, la Rosa sempervirens, il melo selvatico (Malus sylvestris), Pyrus amygdaliformis e Rubus ulmifolius.
Oltre i 1200 si entra nella zona propriamente montana (fascia supramediterranea) dove sono insediate estese formazioni boschive a cerreta e a faggeta. È questo il limite meridionale dell'areale del faggio (Fagus sylvatica). Un altro elemento peculiare è rappresentato dalla presenza dell'acero montano (Acer pseudoplatanus), di cui è segnalato un esemplare alto 22 m e con 6 m di circonferenza, annoverato tra gli alberi monumentali d'Italia. Il sottobosco rigoglioso presenta svariate specie di piante tra le quali vi sono l'agrifoglio (Ilex aquifolium), il pungitopo (Ruscus aculeatus), il biancospino (Crataegus monogyna) e il tasso (Taxus baccata). Quest'ultima specie è presente, all'interno del bosco della Tassita, con esemplari maestosi che raggiungono i 25 m di altezza.
Numeroso il contingente delle specie endemiche tra cui si annoverano la Genista aristata, che popola la fascia termomediterranea, la Vicia elegans, una leguminosa rinvenibile nel sottobosco della fascia mesomediterranea, la Petagnaea gussonei, rarissima umbellifera, localizzata esclusivamente nel vallone Calagna (Tortorici) e in pochissime altre stazioni in prossimità di torrenti.

## Fauna

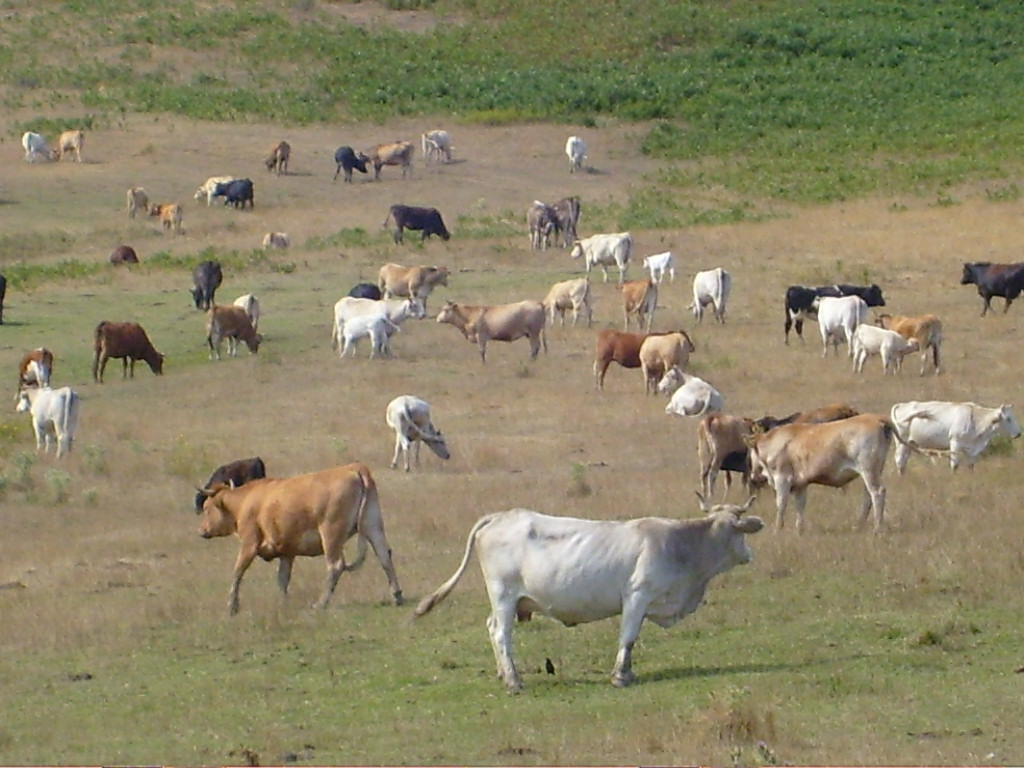
Mandria di bovini

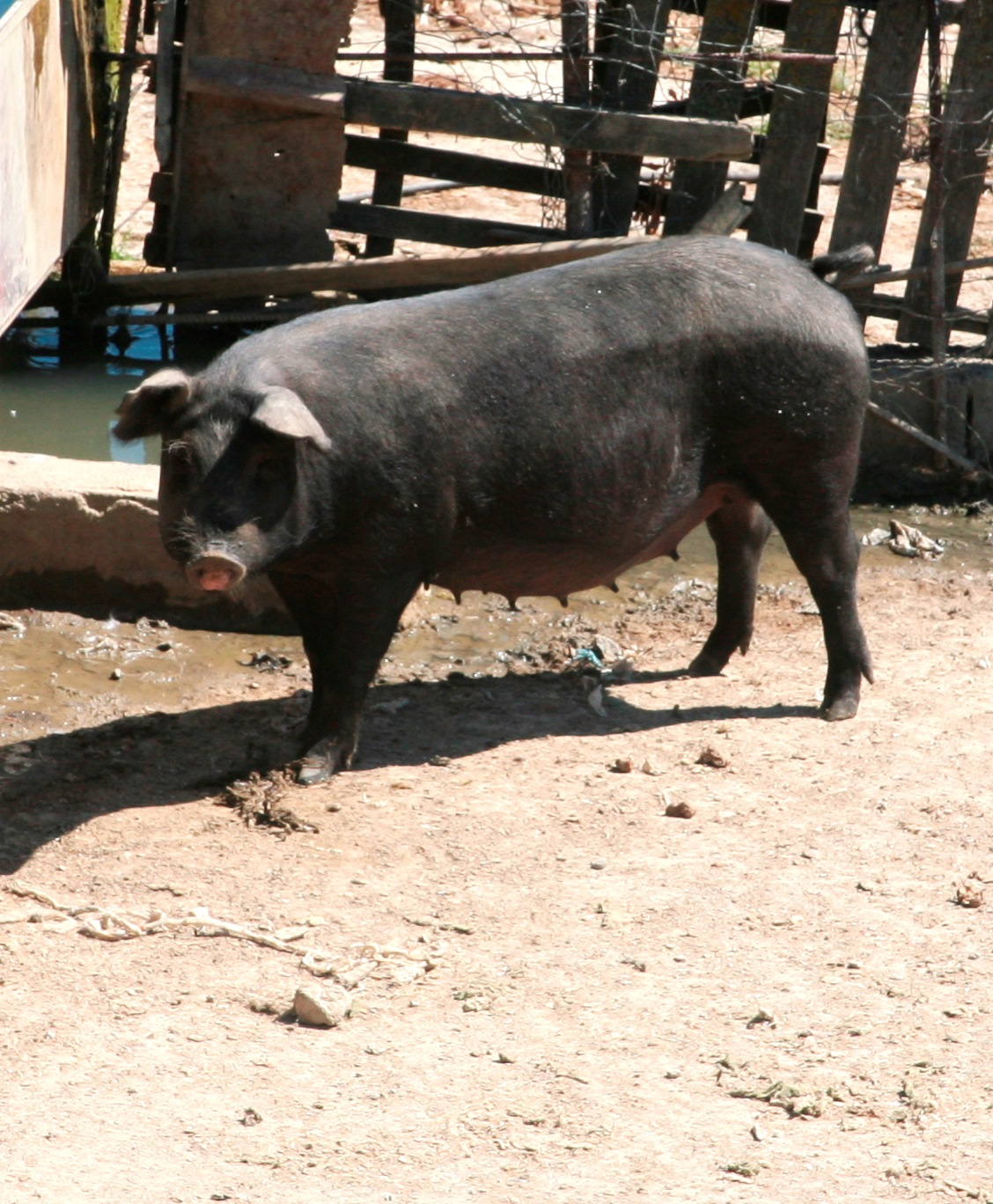
Scrofa di nero dei Nebrodi

Un tempo regno di cerbiatti (così come di daini, orsi e caprioli), i Nebrodi (il cui significato deriva dal greco Nebros, che vuol dire appunto cerbiatto) costituiscono ancora la parte della Sicilia più ricca di fauna, nonostante il progressivo impoverimento ambientale. Il Parco ospita comunità faunistiche ricche e complesse: numerosi i piccoli mammiferi, i rettili e gli anfibi, ingenti le specie d'uccelli nidificanti e di passo, eccezionale il numero d'invertebrati.
Tra i mammiferi si segnala la presenza del suino nero dei Nebrodi, del cinghiale (Sus scrofa) reintrodotto in Sicilia da qualche decennio, della volpe (Vulpes vulpes), dell'istrice (Hystrix cristata), del riccio (Erinaceus europaeus), del gatto selvatico (Felis silvestris), della martora (Martes martes), della donnola (Mustela nivalis), della lepre (Lepus corsicanus), del coniglio (Oryctolagus cuniculus) e, anche se molto rarefatta, del ghiro (Glis glis), dell'arvicola di Savi (Microtus savii), del topo selvatico (Apodemus sylvaticus), del moscardino (Muscardinus avellanarius), del toporagno di Sicilia (Crocidura sicula), del mustiolo (Suncus etruscus) e del quercino (Eliomys quercinus).
Tra i rettili la testuggine comune (Testudo hermanni) e la testuggine palustre siciliana (Emys trinacris), il ramarro occidentale (Lacerta bilineata), la luscengola (Chalcides chalcides) e il gongilo (Chalcides ocellatus), e numerose specie di serpenti tra cui il biacco (Hierophis viridiflavus) e la natrice dal collare (Natrix natrix).
Tra gli anfibi sono presenti il discoglosso (Discoglossus pictus), il rospo smeraldino siciliano (Bufotes boulengeri siculus) e la rana verde minore (Rana esculenta).
Sono state classificate circa centocinquanta specie d’uccelli, fra i quali alcuni endemici di grande interesse come la Cincia bigia di Sicilia ed il Codibugnolo di Sicilia. Le zone aperte ai margini dei boschi offrono ospitalità a molti rapaci come lo Sparviero, la Poiana, il Gheppio, il Falco pellegrino, e l'Allocco mentre le aree rocciose aspre e fessurate delle Rocche del Crasto sono il regno dell'Aquila reale. Il Tuffetto, la Folaga, la Ballerina gialla, il Merlo acquaiolo ed il Martin pescatore preferiscono le zone umide, mentre nelle aree da pascolo non è difficile avvistare la ormai rara Coturnice di Sicilia, la Beccaccia, l'inconfondibile ciuffo erettile dell'Upupa ed il volo potente del Corvo imperiale. Tra l'avifauna di passo meritano d'essere citati il Cavaliere d'Italia e l'Airone cinerino (Ardea cinerea).
Ricchissima è infine la fauna di invertebrati. Ricerche scientifiche recenti hanno portato a risultati sorprendenti: su seicento specie censite riguardanti una piccola parte della fauna esistente, cento sono nuove per la Sicilia, venticinque nuove per l'Italia e ventidue nuove per la scienza. Tra le forme più rilevanti sotto l'aspetto paesaggistico, si citano le farfalle (oltre settanta specie) ed i Carabidi (oltre centoventi specie).

### Specie estinte
Nel corso del XIX secolo si è avuto un progressivo impoverimento della fauna dovuto alla caccia e al  bracconaggio, ciò ha causato l'estinzione di alcune specie importanti quale il cervo (Cervus elaphus), il daino (Dama dama), il capriolo (Capreolus capreolus), il gufo reale (Bubo bubo) e il lupo (Canis lupus cristaldii), i cui ultimi esemplari furono abbattuti alla fine degli anni venti del novecento. Gli ultimi esemplari dei grifoni (Gyps fulvus), volteggianti sulle Rocche del Crasto, invece si estinsero intorno agli anni sessanta a causa dei bocconi avvelenati disseminati e destinati alle volpi. Negli ultimi anni è in atto un progetto di reintroduzione del Grifone. Sono stati inseriti alcuni esemplari importati dalla Spagna che nel 2005 hanno dato alla luce anche alcuni pulcini.

## Produzioni tipiche
La millenaria civiltà dei contadini e dei pastori nebrodensi si riflette in numerose produzioni artigianali. Ricami di tovaglie e lenzuola eseguiti a mano, ceste e panieri di giunco, salice o canna, oggetti per uso domestico e agricolo in legno o ferla, lavorazione della pietra e del ferro battuto, realizzazioni, con antichi telai, di colorate stuoie e tappeti (pizzare), produzione di pregevoli ceramiche sono i segni tangibili dell'operosità e della fantasia del popolo dei Nebrodi.
I prodotti alimentari trovano la loro massima espressione in quelli caseari: il dolce o piccante canestrato, il gustoso pecorino, la profumata provola e la delicata ricotta vengono, ancora oggi, lavorati dalle sapienti mani dei pastori.
Rinomati sono, inoltre, i salumi ottenuti con le carni del suino nero dei Nebrodi; pregiate sono le produzioni d'olio d'oliva, miele, nocciole, pistacchio e frutti di bosco; saporite le conserve dei pomodori, funghi e melanzane; molto apprezzati i dolci (pasta reale, chiacchiere, ramette, crispelle, latte fritto, giammelle, pasta di mandorle).
La cucina è sobria ed essenziale e riserva sapori antichi (maccheroni fatti a mano, castrato alla brace, capretto al forno) da gustare anche nei caratteristici locali di ristoro (barracche).

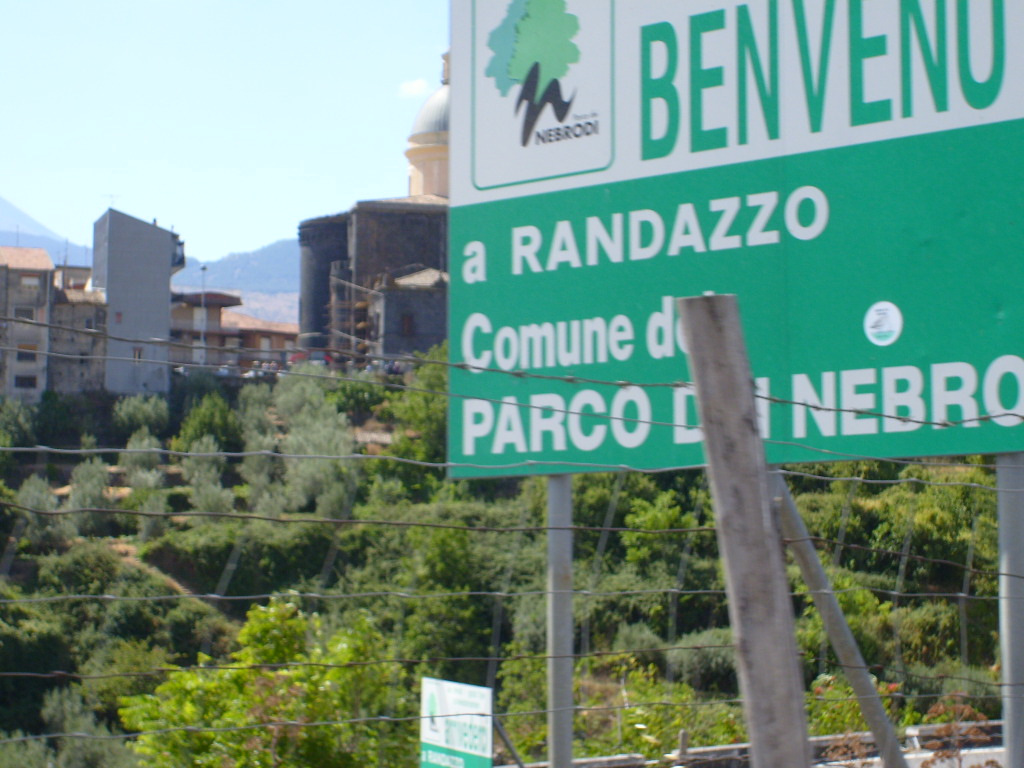
Accesso da Randazzo

## Accessi
Dal versante nord percorrendo la autostrada Messina-Palermo A20 dalla quale si diramano varie importanti arterie stradali come la S.S. 116 da Capo d'Orlando a Randazzo, la S.S. 289 da Sant'Agata di Militello a Cesarò, e la S.S. 117 da Santo Stefano di Camastra a Nicosia, oltre a varie strade provinciali e comunali. Il parco è accessibile tutto l'anno con le comuni precauzioni nei periodi di innevamento.

## Punti di interesse
- Rocche del Crasto (1315 m s.l.m.)

|  | È un massiccio roccioso di natura calcarea dell'era mesozoica ricadente nel territorio dei comuni di Alcara Li Fusi e San Marco d'Alunzio. Rappresenta un raro esempio di rocce dolomitiche nell'Italia meridionale. Sui suoi fianchi scoscesi ed inaccessibili nidificano l'aquila reale ed il grifone. |

- Cascata del Catafurco (668 m s.l.m.)

|  | È una cascata che si forma in corrispondenza di un dislivello di circa 30 m lungo il corso del torrente San Basilio. Alla base della cascata le acque si raccolgono in una cavità naturale, scavata nella roccia, chiamata Marmitta dei Giganti, dove, nella bella stagione, è possibile bagnarsi.. |

- Cascate di Mistretta

|  | Si trovano nel territorio di Mistretta. I salti totali sono sette. Il più grande, la Cascata Pietrebianche è alto oltre 33 metri, mentre gli altri hanno un'altezza inferiore. |

- Bosco della Tassita (1347 m s.l.m.)
È un'area boschiva di circa 50 ha, situata nel territorio del comune di Caronia, popolata da vetusti esemplari di Taxus baccata di ragguardevoli dimensioni.
- Monte Soro (1847 m. s.l.m.)

|  | È la vetta più alta dei Nebrodi, da cui si gode un panorama vasto ed indimenticabile: a nord la costa tirrenica e le isole Eolie; ad est la Serra del Re e i monti Peloritani; a sud-est l'Etna; a sud i Monti Erei e ad ovest le Madonie. Ospita un esemplare monumentale di acero montano (Acer pseudoplatanus), alto 22 metri e circa 6 metri di circonferenza. |

- Biviere di Cesarò (1278 m s.l.m.)

|  | È uno specchio d'acqua di circa 18 ha, circondato da una fitta faggeta, ricadente nel territorio del comune di Cesarò. È la zona umida d'alta quota di maggior valore naturalistico della Sicilia, punto di riferimento per numerose colonie di uccelli acquatici che vi fanno sosta durante le migrazioni. |

- Lago Maulazzo (1400 m s.l.m.)

|  | È un piccolo lago artificiale di circa 5 ettari ricadente nel comune di Alcara Li Fusi, posto alle pendici di Monte Soro, realizzato intorno agli anni 80 dalla Forestale. |

- Monte San Fratello
- Bosco di Mangalaviti
- Serra del Re
- Lago Urio Quattrocchi